# Paul Epworth
Paul Epworth, né le 25 juillet 1974 à Londres, est un producteur britannique de musique, musicien et auteur-compositeur.

## Discographie

### Singles (sous Phones)
- 2006 Sharpen the Knives / Worryin

### Singles (sous Epic Man)
- 2006 More Is Enough (feat. Plan B)

### Production et écriture
- 2004 The Futureheads – The Futureheads (679 Recordings)
- 2004 Babyshambles – "Killamangiro" (Rough Trade Records)
- 2005 Bloc Party – Silent Alarm (Wichita)
- 2005 Red Organ Serpent Sound – In Search of Orgazmus (Vertigo Records)
- 2005 Death from Above 1979 – Romance Bloody Romance (one track: "You're Lovely (But You've Got Problems)") (Vice Records)
- 2005 Maxïmo Park – A Certain Trigger (Warp Records)
- 2005 The Rakes – Capture/Release (V2)
- 2005 The Long Blondes – "Separated by Motorways" (Rough Trade Records)
- 2005 Kano – Home Sweet Home (one track: "I Don't Know Why") (679 Recordings)
- 2006 Acoustic Ladyland – Skinny Grin (6 tracks) (V2)
- 2006 The Rapture – Pieces of the People We Love (Motown/Universal)
- 2006 Plan B – Who Needs Actions When You Got Words (679 Recordings)
- 2006 White Rose Movement – Kick (Independiente)
- 2007 Black Strobe – Burn Your Own Church (Playlouderecordings)
- 2007 Kate Nash – Made of Bricks (Polydor)
- 2007 Shy Child – Noise Won't Stop (2 tracks) (Play It Again Sam)
- 2008 Sam Sparro – Sam Sparro (2 tracks) (Island Records)
- 2008 Primal Scream – Beautiful Future (2 tracks) (B-Unique)
- 2008 Bloc Party – Intimacy
- 2008 Friendly Fires – "Jump in the Pool" (XL Recordings)[1]
- 2009 Friendly Fires – "Skeleton Boy" (XL Recordings)
- 2009 Friendly Fires – "Kiss of Life" single (XL Recordings)
- 2009 Jack Peñate – "Tonight's Today" (XL Recordings)
- 2009 Jack Peñate – Everything Is New (XL Recordings)
- 2009 Florence and the Machine – Lungs (Island Records)
- 2009 The Big Pink "Dominos" single (4AD)
- 2009 The Big Pink "Stop The World" single (4AD)
- 2009 Annie – Don't Stop
- 2010 Plan B – The Defamation of Strickland Banks (679 Artists/Atlantic Records)
- 2010 Cee Lo Green – The Lady Killer (Elektra)
- 2010 Adele – "Rolling in the Deep" single (XL Records / Columbia)
- 2011 Chapel Club - Palace (Loog Records / Mercury Records)
- 2011 Adele – 21 (XL Records / Columbia)
- 2011 Foster the People – Torches (Columbia)
- 2011 Friendly Fires – Pala (XL Recordings)
- 2011 Florence and the Machine – Ceremonials (Island Records)
- 2012 The Big Pink – Future This (4AD)
- 2012 Azealia Banks – "Bambi" single
- 2013 Paul McCartney - New
- 2012 Adele – "Skyfall" single
- 2014 U2 – "Ordinary Love"
- 2014 Lana Del Rey - "Black Beauty"

### Remixages
- 2004 Annie – Heartbeat
- 2004 Bloc Party – Banquet
- 2004 Death from Above 1979 – Romantic Rights
- 2004 The Futureheads – Decent Days and Nights
- 2004 The Streets – "Fit But You Know It"
- 2004 The Futureheads – "Hounds of Love"
- 2005 Gang of Four – "Not Great Men"
- 2005 Goldfrapp – "Ooh La La"
- 2005 The Kills – "Love Is a Deserter"
- 2005 New Order – "Krafty"
- 2005 The Killers – "Smile Like You Mean It"
- 2005 The Others – This Is for the Poor
- 2005 The Rakes – "Retreat"
- 2005 Tom Vek – I Ain't Saying My Goodbyes
- 2005 Tom Vek – Nothing But Green Lights
- 2005 White Rose Movement – Alsatian
- 2005 U2 – City of Blinding Lights
- 2006 Black Strobe – Shining Bright Star
- 2006 Bloc Party – The Prayer
- 2006 Muse – Supermassive Black Hole
- 2006 Wolf & Cub – Thousand Cuts
- 2007 Peter Bjorn and John feat. Victoria Bergsman – Young Folks
- 2007 Diddy – Tell Me
- 2007 New Young Pony Club – The Bomb
- 2007 Nine Inch Nails – Capital G
- 2007 Roxy Music – Editions of You
- 2007 Interpol – The Heinrich Maneuver
- 2007 Dead Soul Bros – Come On Now
- 2008 Pin Me Down – Cryptic
- 2008 Jape – I Was A Man
- 2008 The Black Ghosts – Repetition Kills You
- 2008 Friendly Fires – Skeleton Boy
- 2008 Bloc Party – Talons (en)
- 2008 Santogold – Say Aha